# 楊嗣明
楊嗣明（越南语：／，？—？），又作楊嗣眀，是越南李朝中期的軍事及政治人物，本為富良府（在今越南宣光、河江、安沛等地）的首領，為李朝政府效力，招攬邊境民族，曾經率軍鎮壓動亂，獲得朝廷下嫁公主為妻，成為駙馬郎。後來因為不滿朝中重臣杜英武，與一批禁軍將領、貴族諸侯和宮廷侍臣合力指控杜英武。杜英武雖然一度失勢，惟不久就恢復權位，並且報復，楊嗣明最終遭到流徙之刑。

## 生平事跡

### 效力李朝
據越南史籍《大越史記全書》所載，楊嗣明原為富良府首領（富良府在今宣光、河江、安沛等地）。富良府曾在李英宗初年的「申利之亂」當中，被申利軍隊攻破。李朝政府成功鎮壓申利後，對被迫依附申利的人寬大處理，「原其脅從者」。楊嗣明就在亂事後不久受李朝起用，於1142年（大定三年）農曆十月被派到廣源州（在今中國廣西和越南高平邊境），負責招撫當地民眾。次年（1143年，大定四年）八月，朝廷命楊嗣明處理沿邊溪峒部落事務。李氏朝廷為表對楊嗣明更為器重，乃將韶容公主嫁與楊嗣明，封他為「駙馬郎」。楊嗣明娶得公主時間，《越史略》記載是大定三年，即1142年；《大越史記全書》記載是大定五年，即1144年。
1145年（大定六年）八月，有來自宋朝的「妖人」譚友諒在思琅州自稱「召先生」，詐稱奉命出使安南國（越南李朝），得到邊境眾部落附從，友諒便進攻廣源州。據越南史籍所載，譚友譚事件引起宋越兩國關注，宋朝廣西官員向越方要求協助追捕友諒，李朝亦派楊嗣明與阮汝枚、李義榮等率兵討伐。楊嗣明攻至通農州，摛獲譚友諒黨羽二十一人，友諒脫走。適值宋朝邕州官府用計誘擒友諒，宋越雙方於是合作，交換涉事犯人，事件遂告平息。

### 與輔臣杜英武的鬥爭
李氏朝廷因英宗皇帝（1138─1175年在位）年少，由太尉杜英武輔政。越南史籍記載，因杜英武對朝廷上下官員態度不佳，經常攘臂厲聲、頤氣指使，駙馬郎楊嗣明與殿前都指揮使武帶、廣武都火頭梁上箇、玉階都火頭同利、內侍杜乙、智明王、保寧侯等，合謀指控杜英武。武帶在城門大呼「英武出入禁庭，恣行凶穢，惡聲聞外，罪莫大焉」，引起了英宗皇帝注意，命禁軍捉拿英武，囚禁獄中。但因黎太后（英宗生母）支持杜英武，為免英武在獄中遇害，便派人送酒食給英武，暗中賄賂武帶等人。英宗審理案件後將英武徙置，但黎太后進行多次大赦，使英武最終得以再任太尉，繼續掌權。杜英武更受寵信，可「擅禍福，專生殺」，便策劃報復，向英宗奏請拘捕武帶等人，嚴加懲辦。結果，楊嗣明等三十人被判「遠流惡處」，武帶等二十人被梟首，同利等八人被斬於市，杜乙等五人被處以木馬之刑，智明王、保寧侯、保勝侯等被降爵位，受懲處的共達六十多人。該事件發生時間，《越史略》記載在大定九年，即1148年，《大越史記全書》則記載在大定十一年，即1150年。

## 家族人物
- 妻：越南李朝韶容公主。[3]

## 後世對楊嗣明的尊崇
在楊嗣明所居的富良府，當地人民在對他立祠追崇。據阮朝文獻《敏軒說類》記載，富良縣洞達社的居民相信，楊嗣明死後，在該地顯靈。人們便在該處建立祠寺，祭祠楊嗣明。

### 引用來源
1. ↑  吳士連等《大越史記全書·本紀全書·李紀·英宗皇帝》，東京大學東洋文化研究所，286─287頁。
2. ↑  吳士連等《大越史記全書·本紀全書·李紀·英宗皇帝》，東京大學東洋文化研究所，288頁；Hội Bảo tồn Di sản chữ Nôm－潘清簡《欽定越史通鑑綱目》 （页面存档备份，存于）正編卷之四，大定五年二月「以韶容公主適楊嗣明」條，第四十葉。
3. 1 2  《越史略》卷下，收錄於《欽定四庫全書·史部》第466冊，上海古籍出版社，597頁；吳士連等《大越史記全書·本紀全書·李紀·英宗皇帝》，東京大學東洋文化研究所，288頁。
4. ↑  吳士連等《大越史記全書·本紀全書·李紀·英宗皇帝》，東京大學東洋文化研究所，289頁。
5. ↑  《越史略》卷下，收錄於《欽定四庫全書·史部》第466冊，上海古籍出版社，597─598頁；吳士連等《大越史記全書·本紀全書·李紀·英宗皇帝》，東京大學東洋文化研究所，291─292頁。
6. ↑  高伯适《敏軒說類》，收錄於《越南漢文小說叢刊》第二輯第五冊《筆記小說類》，臺灣學生書局版，205頁。